# Варзинка
Варзинка (тат. Барҗы) — река в России, протекает по Алнашскому району Удмуртской Республики и Агрызском районе Республики Татарстан. Правый приток реки Иж, бассейн Камы.

## География
Река начинается на холмах правобережья Камы, около железнодорожной линии Агрыз — Набережные Челны (перегон Алнаши — Мукшур). Течёт на юго-восток в овраге с крутыми берегами. На левом берегу деревня Ключевка, на правом — Кузюмово, Арбайка и село Варзи-Ятчи. Ниже Варзи-Ятчи слева впадает приток Уса. Ещё ниже по реке населённые пункты Юмьяшур (на правом берегу), Балтачево (на левом), Варзи-Пельга (на правом). Варзинка впадает в Иж в 27 км от устья последнего. После подъёма уровня Нижнекамского водохранилища участок реки ниже Балтачево окажется в зоне затопления. Длина реки — 29 км, площадь водосборного бассейна — 172 км².

## Данные водного реестра
По данным государственного водного реестра России относится к Камскому бассейновому округу, водохозяйственный участок реки — Иж от истока и до устья, речной подбассейн реки — бассейны притоков Камы до впадения Белой. Речной бассейн реки — Кама.
Код объекта в государственном водном реестре — 10010101212111100027576.